# Acería de oxígeno básico

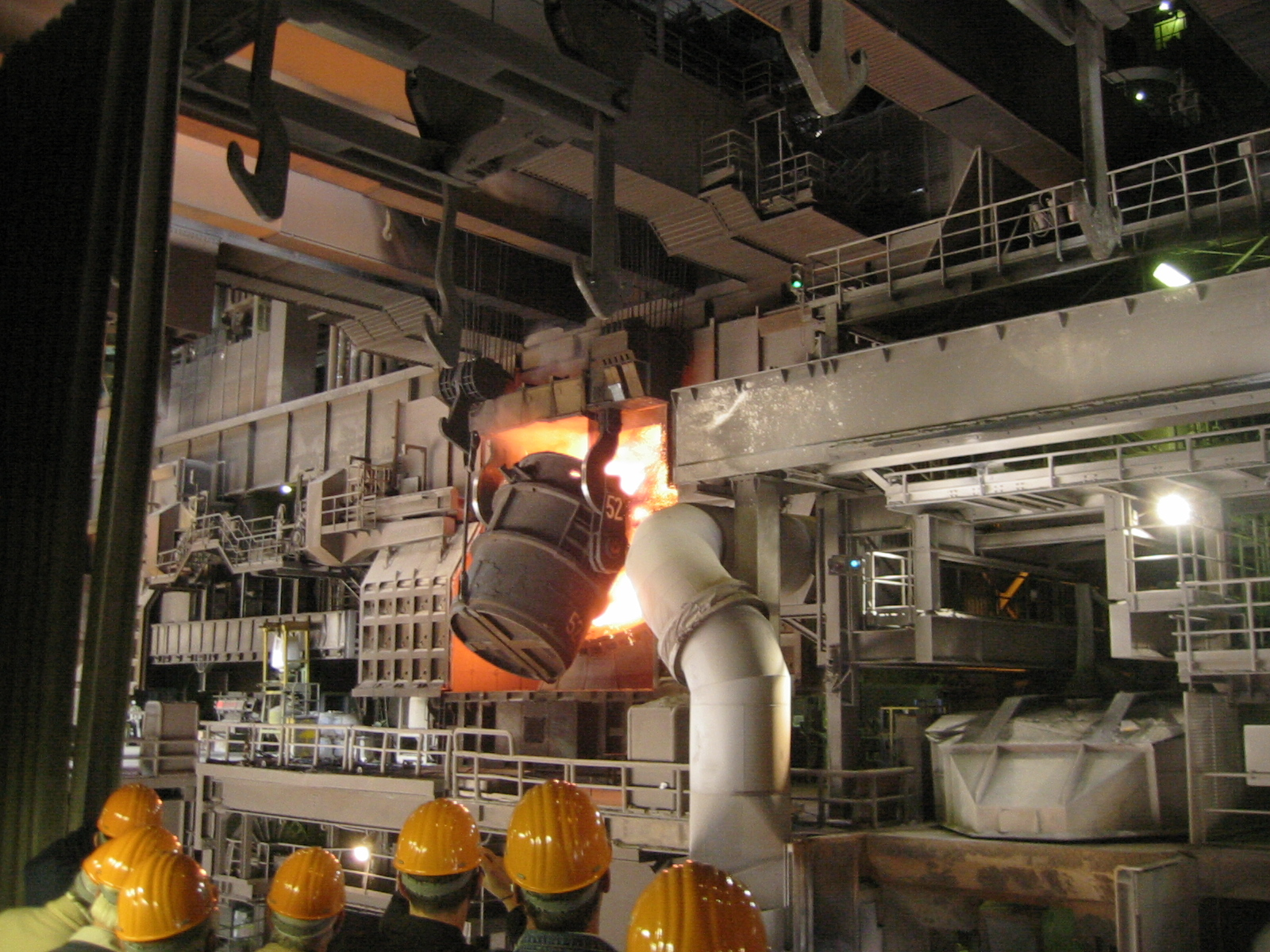
Convertidor de oxígeno.

Acería de oxígeno básico (AOB), también conocida como siderurgia Linz-Donawitz, es un método primario de siderurgia en el que una mezcla de carbón y hierro fundido se convierte en acero. Soplando oxígeno a través del arrabio, el fundido disminuye el contenido de carbono de la aleación y se convierte en acero con poco carbono. El proceso se conoce como básico porque se agregan fundentes de quemado de cal o dolomita, que son bases químicas para promover la eliminación de impurezas y proteger el revestimiento del convertidor.
El proceso fue desarrollado en 1948 por el ingeniero suizo Robert Durrer y comercializado en 1952 – 1953 por las acerías austríacas VOEST y ÖAMG. El nombre del convertidor Linz-Donawitz, procede de las ciudades austriacas de Linz y Donawitz (un distrito de Leoben). Es una versión refinada del convertidor Bessemer donde el soplado del aire es sustituido por soplado de oxígeno. Reduce el coste de las plantas, el tiempo de fundición y tiene mayor productividad. Entre 1920 y 2000, los requisitos de mano de obra en la industria disminuyeron en un factor de 1.000, desde más de tres horas por tonelada métrica a sólo 0.003. La mayoría del acero fabricado en el mundo se produce usando el horno de oxígeno básico. En el año 2000, representó el 60% de la producción mundial de acero.

## Historia
El procedimiento Linz-Donawitz se desarrolló fuera del ambiente tradicional de producción de acero. Fue desarrollado y refinado por el ingeniero suizo Robert Durrer y comercializado por dos pequeñas compañías siderúrgicas de la Austria aliada-ocupada.
En 1856, Henry Bessemer patentó un proceso de fabricación de acero con soplado de oxígeno para descarbonizar hierro fundido. Durante casi 100 años no se disponía de cantidades comerciales de oxígeno o eran demasiado caras y la invención permaneció sin usarse. Durante la Segunda Guerra Mundial ingenieros alemanes (C. V. Schwartz), belgas (John Miles) y suizos (RObert Durrer y Heinrich Heilbrugge) propusieron sus versiones de convertidores de acero con soplado de oxígeno, pero solo Durrer y Heilbrugge lo llevaron a la producción a gran escala.
En 1943, Durrer, antiguo profesor del Instituto de Tecnología de Berlín, regresó a Suiza y aceptó un puesto en el consejo de administración de Roll AG, la fábrica de acero más grande del país. En 1947 compró el primer convertidor experimental de 2,5 toneladas de Estados Unidos y en abril de 1948 el nuevo convertidor produjo su primer acero. El nuevo proceso podía procesar cómodamente grandes cantidades de chatarra con sólo una pequeña proporción de metal primario. En el verano de 1948, Roll AG y dos empresas estatales austríacas (VOEST y ÖAMG) acordaron comercializar el proceso Durrer.
En junio de 1949, VOEST desarrolló una adaptación del proceso de Durrer, conocido como proceso de LD (Linz-Donawitz). En diciembre de 1949, VOEST y ÖAMG se comprometieron a construir sus primeros convertidores de oxígeno de 30 toneladas. Se pusieron en funcionamiento entre noviembre de 1952 (VOEST en Linz) y mayo de 1953 (ÖAMG, Donawitz) y se convirtieron temporalmente en la vanguardia de la siderurgia mundial, provocando un aumento de la investigación relacionada con el acero. Treinta y cuatro mil empresarios e ingenieros visitaron el convertidor VOEST en 1963. El proceso LD redujo el tiempo de elaboración y los costes de capital por tonelada de acero, contribuyendo a la ventaja competitiva del acero austriaco. VOEST finalmente adquirió los derechos para comercializar esta nueva tecnología. Los errores cometidos por VOEST y la dirección de ÖAMG en la concesión de licencias a su tecnología hicieron imposible controlar su adopción en Japón. A finales de la década de 1950 los austriacos perdieron su ventaja competitiva. 
En el proceso LD original, el oxígeno era soplado sobre la parte superior del hierro fundido a través de una boquilla de agua refrigerada de una lanza vertical. En la década de 1960 los siderúrgicos introdujeron convertidores de fondo-soplado e introdujeron soplado de gas inerte para quitar el metal fundido y eliminar impurezas de fósforo.